# Schizophragma fauriei
Schizophragma fauriei är en hortensiaväxtart som beskrevs av Bunzo Hayata. Schizophragma fauriei ingår i släktet Schizophragma och familjen hortensiaväxter. Inga underarter finns listade i Catalogue of Life.